# Klej

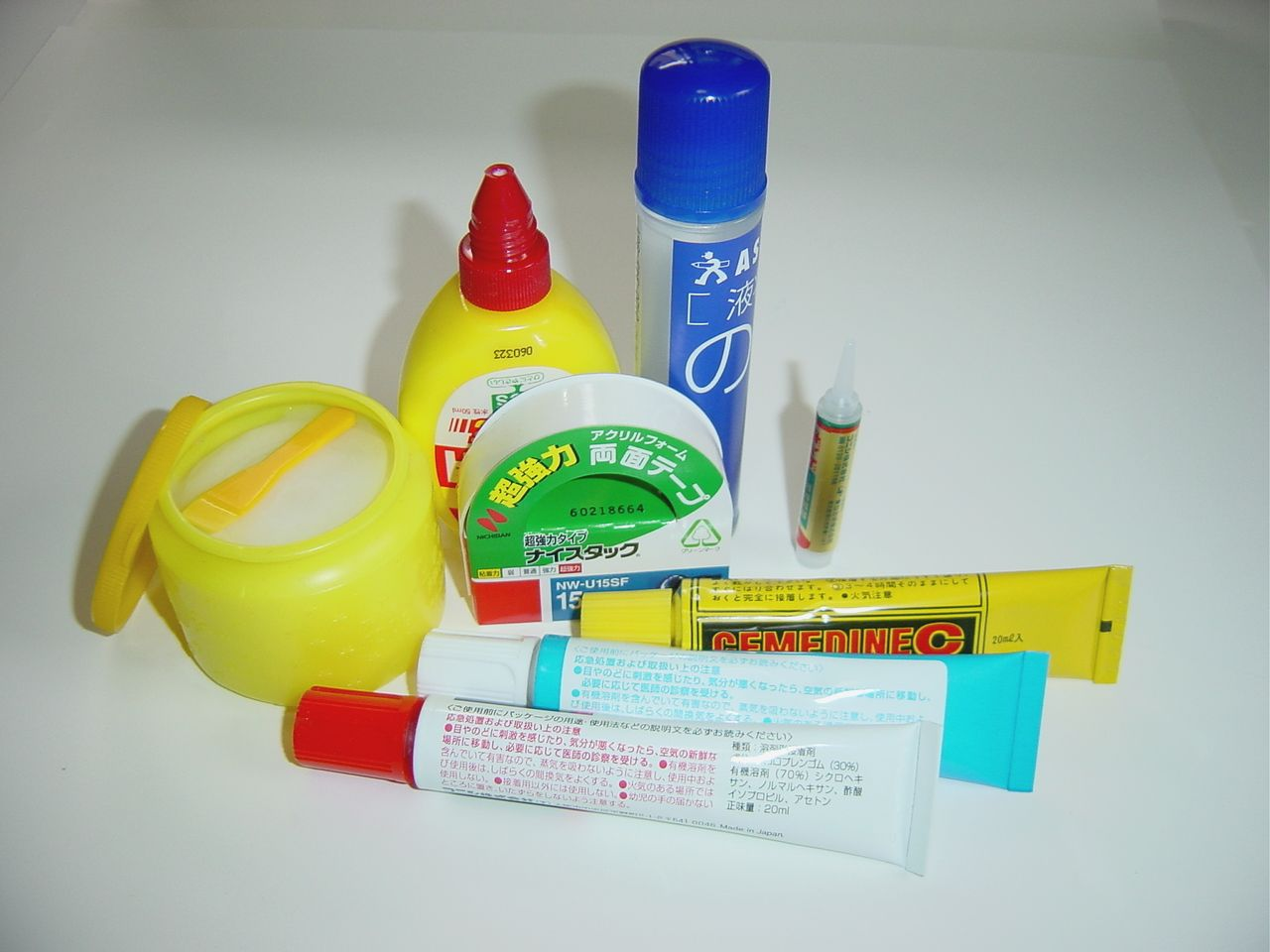
Kleje

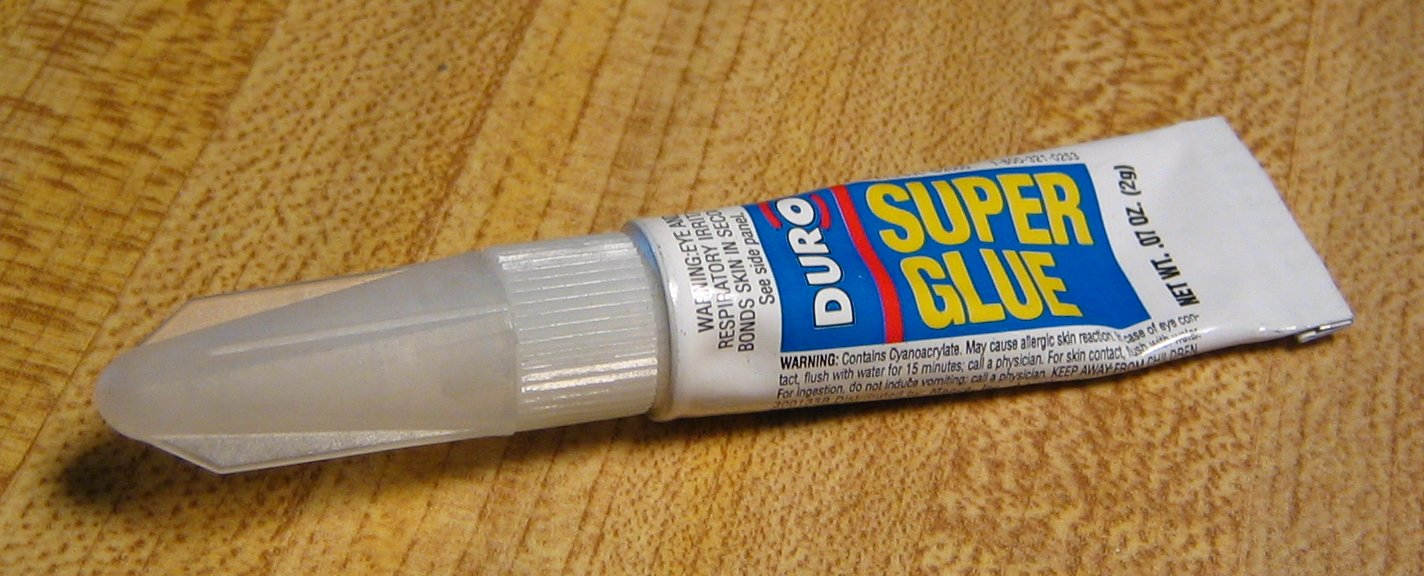
Klej „Super glue”

Klej – substancja, która wprowadzona między powierzchnie przylegające dwóch przedmiotów, wykonanych z takich samych lub różnych materiałów, umożliwia trwałe ich połączenie w procesie klejenia. Kleje są zaliczane do materiałów powierzchniowo czynnych (podobnie jak farby, lakiery i detergenty), których cechą charakterystyczną jest zwiększanie adhezji.
Podstawowym składnikiem klejów jest syntetyczny lub naturalny polimer w postaci koloidalnej zawiesiny w określonym rozpuszczalniku lub tworzący taką zawiesinę po wymieszaniu z utwardzaczem, plastyfikatorem, substancjami modyfikującymi i innymi.
Kleje występują najczęściej w postaci ciekłej, a niekiedy w postaci stałej – proszku, perełek, folii lub sztyftów, wkładów klejących, które po roztopieniu tworzą złącze.
Klejenie zasadniczo przebiega następująco: dwa elementy, które chce się połączyć ze sobą, należy pokryć warstwą kleju, docisnąć do siebie i odczekać aż klej je zwiąże. Niektóre kleje wymagają dodatkowej obróbki termicznej. Inne z kolei wymagają swoistej obróbki chemicznej, np. dwie łączone powierzchnie trzeba pokryć dwiema różnymi substancjami, które tworzą razem klej, lub odczekać po pokryciu określony czas, w trakcie którego klej reaguje wstępnie z powietrzem. Ponadto wiele klejów wymaga wstępnego przygotowania powierzchni – zwykle jej umycia i wysuszenia – a czasami nadania jej struktury chropowatej.
Najczęściej stosowane w przemyśle metody czyszczenia powierzchni przed klejeniem:
- obróbka chemiczna – wytrawianie (stosowane przy metalach), powlekanie związkami nieorganicznymi
- obróbka ścierna – czyszczenie materiałami ściernymi (stosowane przy metalach, tworzywach sztucznych, gumie)
- odtłuszczenie – przemywanie rozpuszczalnikami, kwasami (stosowane przy większości materiałów klejonych)
- aktywowanie powierzchni – (stosowane do tworzyw sztucznych)
- lakierowanie – powlekanie lakierem podkładowym (stosowane do metali, tworzyw sztucznych, szkła, ceramiki)

W wyniku procesu klejenia powstaje spoina o strukturze jak poniżej:

Spoina powstająca w procesie klejenia

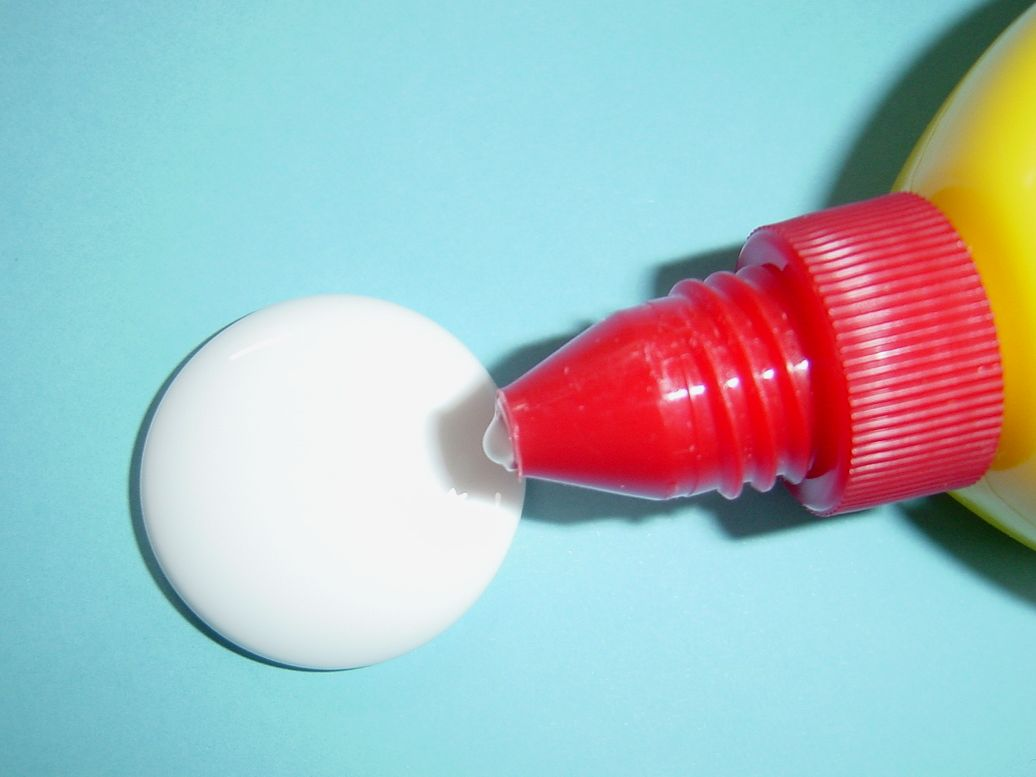

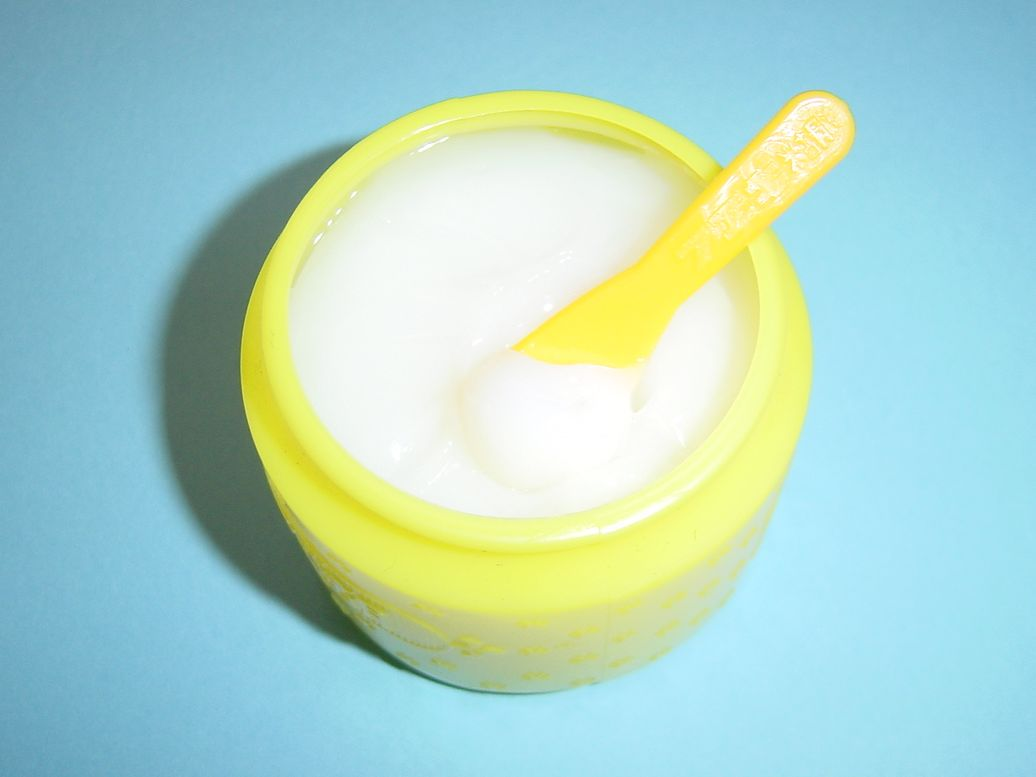

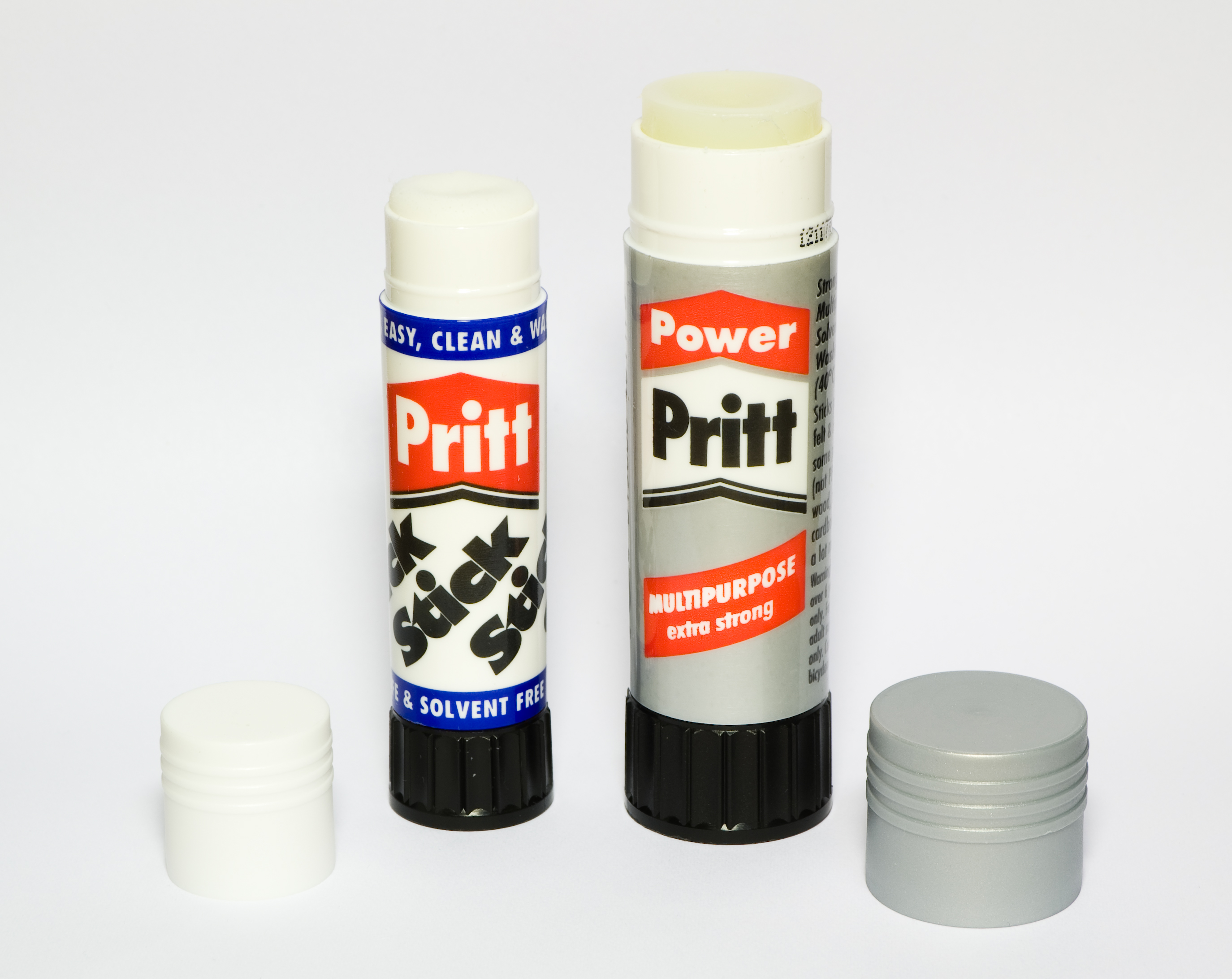

W różnego rodzaju klejach niektóre elementy spoiny mogą nie występować – np. może nie występować warstwa samego kleju (kleje rozpuszczalnikowe) lub klej może nie wnikać w głąb struktury materiału.
Na wytrzymałość mechaniczną klejonej spoiny mają wpływ cztery czynniki:
- rodzaj i siła chemicznego oddziaływania kleju z klejonymi powierzchniami – adhezja – jeśli klej reaguje chemicznie z podłożem tworząc z nim wiązania chemiczne to taka spoina jest zazwyczaj bardziej wytrzymała niż w przypadku klejów, które tylko wnikają w klejoną powierzchnię – jednak większość klejów uniwersalnych nie reaguje bezpośrednio z podłożem, gdyż nie ma związków chemicznych które potrafią reagować ze wszystkim
- głębokość penetracji klejonego materiału przez klej – im większa tym lepiej, ale jeśli klej penetruje zbyt głęboko to może zniszczyć strukturę samego klejonego materiału; głębokość penetracji można też zwiększać zwiększając chropowatość powierzchni klejonego materiału. Materiały bardzo gładkie (np. szkło) jest zwykle bardzo trudno skleić
- wytrzymałość mechaniczna samej warstwy kleju – kohezja – ma to znaczenie tylko w przypadku tych klejów, które taką warstwę tworzą, zależy ona od struktury chemicznej kleju
- kształt i rozmiar całej spoiny – im większa powierzchnia spoiny i bardziej nieregularny jej kształt tym staje się ona mocniejsza.

Ze względu na mechanizm klejenia, kleje można podzielić na:
- kleje rozpuszczalnikowe – kleje te wnikają głęboko w materiał powodując ich napęcznienie i częściowe rozpuszczenie; po połączeniu klejonych elementów i dociśnięciu spoiny powierzchnie klejonych materiałów nawzajem się przenikają, po czym rozpuszczalnik paruje pozostawiając trwałą spoinę bez warstwy samego kleju; kleje rozpuszczalnikowe stosuje się do klejenia tworzyw sztucznych.
- kleje oparte na polimerowych żywicach – kleje te nie wnikają zbyt głęboko w materiał, mają one jednak silne powinowactwo chemiczne do klejonego materiału a warstwa samego utwardzonego kleju jest bardzo odporna mechanicznie; kleje te stosuje się do „trudnych” do sklejenia materiałów – takich jak metale, szkło itp, których nie można skleić klejami penetrującymi materiał; przykłady takich klejów to np. kleje epoksydowe (Poxipol).
- kleje mieszane – składają się one z żywicy wymieszanej z rozpuszczalnikiem, który może penetrować klejony materiał – żywica wraz z rozpuszczalnikiem wnika głęboko w klejony materiał, więc nie musi mieć ona tak silnego powinowactwa chemicznego z klejonym materiałem; kleje mieszane są najbardziej rozpowszechnione i są one stosowane do klejenia „łatwych do sklejenia” materiałów porowatych takich jak guma, papier, skóra itp.; przykładem takiego kleju jest np. butapren lub guma arabska.

Kleje dzielimy także na jednoskładnikowe oraz dwuskładnikowe:
- Kleje jednoskładnikowe – ta grupa klejów charakteryzuje się dużą wrażliwością na wilgotność, dlatego przeznaczone są głównie do stosowania wewnątrz budynków.
- Kleje dwuskładnikowe – produkty, w których jeden ze składników jest utwardzaczem inicjującym proces krystalizacji i wiązania w drugim składniku.

Szczególnym rodzajem klejów mieszanych są kleje składające się z żywicy polimerowej rozpuszczonej w monomerze, który w pierwszym etapie zachowuje się jak rozpuszczalnik, potem jednak nie paruje, lecz ulega kopolimeryzacji z żywicą, tworząc jedną usieciowaną strukturę. Takie kleje działają szybko i są dość uniwersalne – przykładem jest klej na bazie cyjanoakrylanów (znany jako „superglue”).

## Parametry klejów

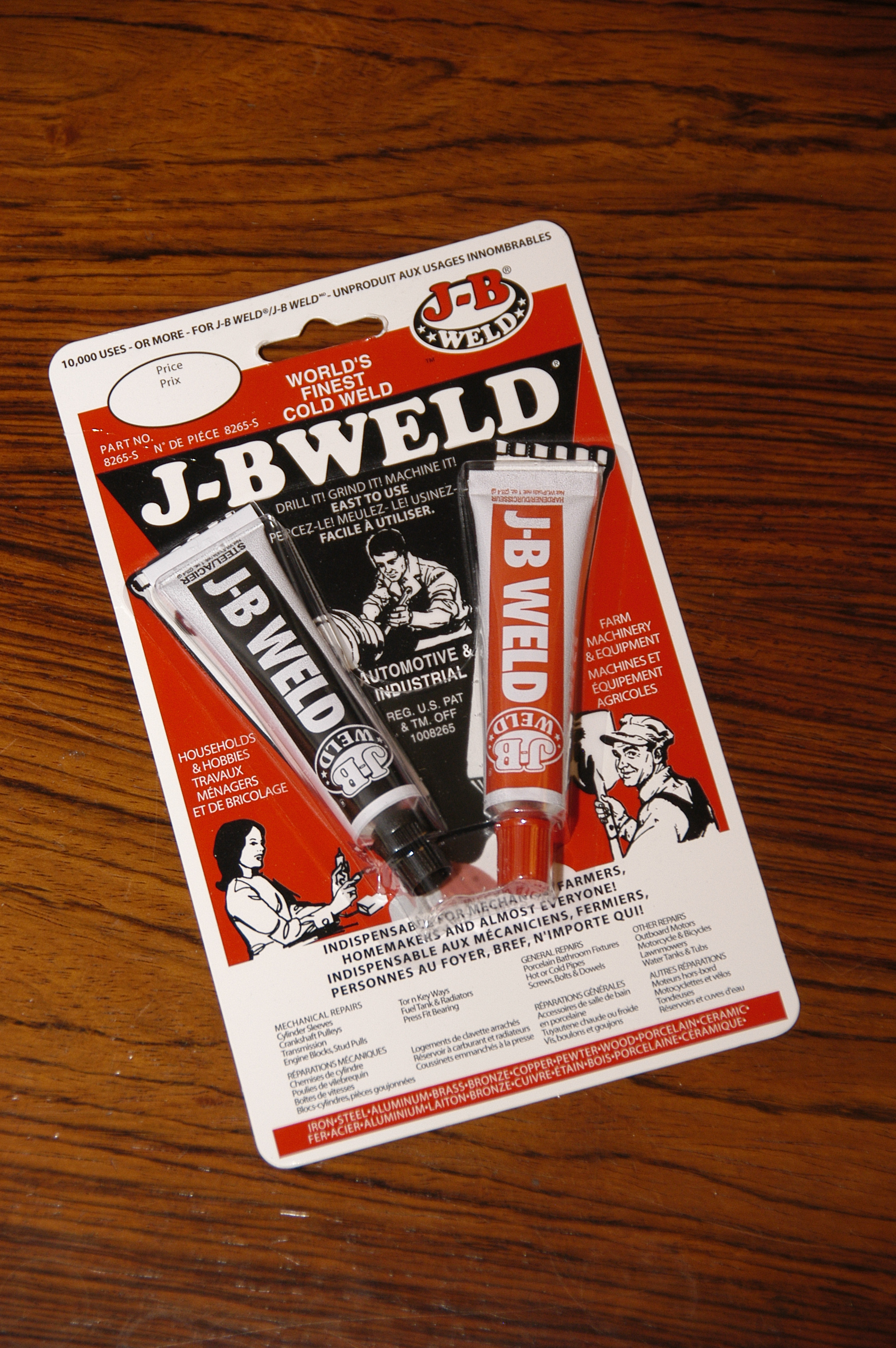

Dla scharakteryzowania kleju podaje się jego parametry, w tym:
- lepkość
- czas otwarty, czyli maksymalny czas od nałożenia kleju na powierzchnie sklejaną do momentu sklejenia
- czas wiązania, czyli czas, po którym spoina osiąga pełną wytrzymałość
- baza kleju, czyli zasadnicze składniki kleju, dzięki którym posiada on swe właściwości
- ciała stałe – ilość suchej masy w jednostce objętości.

Z punktu widzenia właściwości fizycznych kleje mogą być: sztywne, elastyczne, nieprzewodzące lub przewodzące prąd elektryczny, ciepło, pole elektryczne lub magnetyczne, wodoodporne, odporne lub nie na działanie agresywnych środowisk chemicznych itp. Mogą mieć kilka cech jednocześnie.
Ogólnie dzieli się je na naturalne i syntetyczne:
Kleje naturalne:
Mogą być pochodzenia roślinnego lub zwierzęcego. Największe znaczenie techniczne mają jednak kleje syntetyczne.
Kleje syntetyczne:
- epoksydowe – do metali, ceramiki
- aminowe – do drewna
- ftalowe – do drewna, papieru itp.
- poliuretanowe – do metali, tworzyw sztucznych, skóry
- poliwinylowe – do drewna, skóry itp.
- poliakrylowe – do metali, ceramiki, tworzyw sztucznych
- silikonowe – odporne na temperatury ~50 °C, specjalne odporne do temperatury ~800 °C – do łączenia metali z kauczukiem, lub tworzywem silikonowym.

## Rozszerzalność cieplna kleju a wytrzymałość złącza[3]
Znaczna część klejów opiera się na substancjach polimerowych, co sprawia, że zaliczają się do izolatorów cieplnych. Dzieje się tak, ponieważ mechanizm przenoszenia ciepła znacznie różni się od tego występującego w metalach. Nośnikami ciepła w metalach są swobodne elektrony. W polimerach przenoszenie ciepła polega na propagacji drgań cieplnych i zależy od gęstości, ciepła właściwego oraz rozchodzenia się fononów. Dodatkowo znaczący wpływ na przewodność ma struktura polimeru. Im bardziej jest regularna, tym łatwiej odprowadza ciepło.
Izolacyjne właściwości czystego kleju znacznie utrudniają przepływ ciepła między łączonymi elementami, co powoduje nagrzewanie się złącza. Zbyt duża temperatura może doprowadzić do zmian własności spoiny klejowej lub nawet do jej zniszczenia. Aby temu zapobiec do kleju dodaje się napełniacze w postaci proszków metali, które znacznie zwiększają przewodność i zapobiegają zniszczeniu złącza.